# Anticyclische begrotingspolitiek
Anticyclische begrotingspolitiek heeft betrekking op maatregelen van de overheid die tegen de conjunctuurcyclus ingaan. Maatregelen in deze zin zijn gericht, uitgaven binnen de overheidsbegroting zodanig in te richten dat grote afwijkingen in de particuliere bestedingen worden tegengaan.
Zo zal de overheid bij het afnemen van de particuliere bestedingen (en daarmee het afnemen van de productie) ten aanzien van bedrijven en consumenten stimulerend willen reageren. Een overheid kan dan volgende maatregelen nemen:
- Overheidsbestedingen stimuleren om de onderbesteding tegen te gaan. Dit kunnen overheidsinvesteringen zijn, maar kan ook een toename van de overheidsconsumptie zijn.
- Lastenverlichtingen: belastingen verlagen of subsidies verhogen, hiermee vergroot men het besteedbare inkomen van consumenten en/of de investeringsmogelijkheden van de bedrijven.

Bij geval van overbesteding zou de overheid juist het tegenovergestelde moeten ondernemen door overheidsbestedingen te beperken en lasten te verzwaren. 
Nederland heeft een tijd lang met een anticyclische begrotingspolitiek gewerkt, maar heeft deze uiteindelijk losgelaten omdat deze niet praktisch bleek. 
Een praktisch bezwaar is dat het afnemen van de overheidsbestedingen en/of lastenverzwaringen vrij weinig voorkomt, aangezien er veel politiek verzet zal worden geboden bij zulke voorstellen. Bovendien is het moeilijk de maatregelen op het juiste moment te treffen, mede door de tijd die nodig is voor het invoeren van maatregelen. De Nederlandse Rijksbegroting en wetgeving in formele zin vereisen een jaar voorbereidingstijd, en zelfs lagere regelgeving kan enkele maanden voorbereidingstijd vergen. Wanneer men de economie stimuleert wegens recessie is het goed mogelijk dat de maatregelen pas plaatsvinden en effect sorteren wanneer de economie zich alweer herstelt. Een groeiende economie zal hierdoor onnodig worden gestimuleerd wat tot oververhitting en een harde landing kan leiden. Het tegengestelde is uiteraard ook mogelijk, waarin afremmingsmaatregelen een economie treffen die inmiddels al aan het afkoelen is en, de economie in neerwaartse fase extra wordt afgeremd en de recessie verergert.